# Hypodoxa aignanensis
Hypodoxa aignanensis là một loài bướm đêm trong họ Geometridae.